# 에벨리나 리소프스카
에벨리나 모니카 리소프스카(폴란드어: Ewelina Monika Lisowska, 1991년 8월 23일 ~ )는 폴란드의 싱어송라이터이다.
그녀는 4개의 솔로 스튜디오 앨범인 Aero-Plan(2013), Nowe Horyzonty(2014), Over Everything(2016) 및 Cztery(2018)를 발표했다. 그녀가 발표한 두 장의 앨범은 폴란드에서 가장 많이 팔린 앨범 목록의 1위에 올랐다. 그녀는 앨범 판매로 두 개의 골드 레코드를 받았다.
Best Hit("Towards the Sun"), Best Debut and Best Online Artist, Onet's Super Premiere("We mgle") 또는 SuperJedynki 부문에서 Eska Music Awards와 같은 음악 상을 수상했다. 그녀는 또한 후보 지명을 받았다. MTV 유럽 뮤직 어워드 2013, TOPtrendy 2014 및 Polsat Sopot Festival.
그녀는 다음을 포함한 여러 엔터테인먼트 프로그램의 참가자 또는 게스트였다. Dancing with the Stars에서 우승했다. 별과 춤을 추며 프로그램 Your Face Sounds Familiar에서 3위를 차지했다. 그녀는 애니메이션 영화 Rysiek Lionheart와 Prince Czaruś의 주인공들에게 그녀의 목소리를 빌려주었다.